# Suruchi Singh
Suruchi Singh, auch Suruchi Phogat, (Hindi सुरुचि सिंह; * 28. April 2006) ist eine indische Sportschützin.

## Werdegang
Suruchi Singh wurde in Jhajjar, Indien geboren. Ihr Vater Havildar Inder Singh wollte ursprünglich, dass seine Tochter Ringerin werden und damit in die Fußstapfen ihres Cousins Virender Singh treten sollte, der Goldmedaillengewinner bei den Deaflympics wurde. Stattdessen nahm Suruchi Singh 13-jährig an einem Probeschießen teil, das ihre Leidenschaft für den Schießsport weckte. Kurz darauf trat sie 2019 der Guru Dronacharya Shooting Acadaemy teil und wurde fortan von Suresh Singh trainiert.
Ihre erste internationale Medaille gewann Singh beim ISSF Junioren World Cup 2023 in Suhl, als sie mit ihren Landsfrauen Sainyam Sainyam und Urva Chaudhary den 2. Platz im 10-m-Luftpistole-Team-Schießen belegte. Beim selben World Cup holte sie anschließend mit ihrem Landsmann Shubham Bisla die Bronzemedaille im 10-m-Luftpistole-Mixed-Wettbewerb.
2025 war Singhs bisher erfolgreichstes Jahr als Sportschützin, als sie bei den ersten drei World Cups überraschend dreimal in Folge den ersten Platz im 10-m-Luftpistole-Schießen in Buenos Aires, Lima und München belegte. Sie war damit die erste indische Sportschützin, der ein Hattrick innerhalb der World-Cup-Saison gelang. Darüber hinaus holte sie im 10-m-Luftpistole-Mixed-Schießen Gold in Lima und Bronze in Buenos Aires.